# Acridon
Acridon (9(10H)-Acridon) ist strukturell mit seinem Stammkörper Acridin und dem polycyclischen aromatischen Kohlenwasserstoff Anthracen verwandt, besitzt jedoch im Unterschied zu diesem als zentralen Sechsring ein heteroaromatisches 4-Pyridon. Die Acridonstruktur kann auch aus der Chinacridon-Struktur abgeleitet werden, indem aus dieser ein 4-Pyridon-Ring zusammen mit einem anschließenden peripheren Ring entfernt wird.

## Geschichte
Nach einer Publikation von Karl Drechsler, einem Studenten von Guido Goldschmiedt an der k.u.k. Universität Wien, entdeckte Moriz Freund den Stoff 1896 bei Versuchen an der Universität Prag. Drechsler konnte den Stoff dann in größeren Mengen herstellen und in der Folge auch näher untersuchen.

## Verwendung
Acridonderivate lassen sich als Fluoreszenz-Sonde in der Molekularbiologie oder zur Messung der Lewis-Acidität von Metallionen-Salzen einsetzen. In der Medizin sind Acridon-Alkaloide als Wirkstoff gegen Krebs und Malaria geeignet.

## Synthese
Eine mögliche Laborsynthese von Acridon erfolgt durch Jourdan-Ullmann-Kupplung von ortho-Chlorbenzoesäure mit Anilin zu N-Phenylanthranilsäure, gefolgt von einer schwefelsäurevermittelten Zyklisierung.